# Maranayakana Halli, Bangalore North
Maranayakana Halli là một làng thuộc tehsil Bangalore North, huyện Bangalore Urban, bang Karnataka, Ấn Độ.